# 石野真子 オリジナル・アルバム・コレクション 30th Anniversary Special BOX
『石野真子 オリジナル・アルバム・コレクション 30th Anniversary Special BOX』（いしのまこ オリジナル・アルバム・コレクション サーティースアニバーサリースペシャルボックス）は、石野真子の歌手デビュー30周年記念CD-BOX第二弾。全10タイトルのうち、2008年8月20日に発売された、第一弾の5枚のアルバムを特製BOXに収納して発売した物。5枚のアルバムとともに、<スペシャルCD>として新録音の「失恋記念日」のCDが封入されている。2008年8月20日発売。発売元はビクターエンタテインメント。

## 解説
石野真子 オリジナル・アルバム・コレクション『30th Anniversary Special BOX』は、石野真子の歌手デビュー30周年記念CD-BOX第二弾。全10タイトルのうち、2008年8月20日に発売された、第一弾の5枚のアルバムを特製BOXに収納して発売した物。5枚のアルバムとともに、<スペシャルCD>として新録音の「失恋記念日」のCDが封入されている。
全6枚のCD収録内容は、下記のとおり。
『微笑(ほほえみ)』+『MAKOII』+『MAKOライブI』+『MAKOIII』+『恋のディスク・ジョッキー MAKOIV』 +Special CD
CD11枚分(第2期発売5タイトルを含めて収納できます)を収納できる特製BOX
※スペシャルCDの収録内容:1.失恋記念日 (2008 re-arrangement)、2.失恋記念日 (2008 re-arrangement)(オリジナル・カラオケ)
- 紙ジャケット仕様:オリジナルLP縮小サイズ。ジャケット、タスキ、歌詞カード、封入物を完全復刻
- 全曲デジタル・リマスター
- ボーナス・トラック追加収録
- 石野真子本人への最新ロングインタビュー収録

## 収録曲

### 『 微笑（ほほえみ）[＋12]』
1. 詩生活 [3:01]
2. ふれあい [2:50]
3. わたしの首領 [3:23]
4. ひとり娘 [3:18]
5. イカルスの子守唄 [3:51]
6. ジーパン三銃士 [3:21]
7. 私はオレンジ [3:17]
8. いたずら [3:12]
9. 雨だれのワルツ [2:57]
10. 待ちぼうけ [2:40]
11. 苺になるな野いちごよ [3:16]
12. 狼なんか怖くない [3:26]
13. 詩生活（オリジナル・カラオケ） [3:01]
14. ふれあい（オリジナル・カラオケ） [2:50]
15. わたしの首領（オリジナル・カラオケ） [3:23]
16. ひとり娘（オリジナル・カラオケ） [3:18]
17. イカルスの子守唄（オリジナル・カラオケ） [3:51]
18. ジーパン三銃士（オリジナル・カラオケ） [3:21]
19. 私はオレンジ（オリジナル・カラオケ） [3:17]
20. いたずら（オリジナル・カラオケ） [3:12]
21. 雨だれのワルツ（オリジナル・カラオケ） [2:57]
22. 待ちぼうけ（オリジナル・カラオケ） [2:40]
23. 苺になるな野いちごよ（オリジナル・カラオケ） [3:16]
24. 狼なんか怖くない（オリジナル・カラオケ） [3:14]

### 『 MAKOII [＋11] 』
1. いま、わたしは・・・・（ナレーション） [3:31]
2. インスピレーション [4:01]
3. 香水はいらない [2:53]
4. 何度サヨナラ [3:18]
5. 決定的瞬間 [3:17]
6. 白いファンタジー [3:20]
7. 失恋記念日 [3:45]
8. 恋絵本 [3:50]
9. 七色くれよん [2:59]
10. 完全試合 [3:02]
11. ぽろぽろと [3:36]
12. 日曜日はストレンジャー [3:32]
13. 悲しきエンゼルス [2:43]
14. プリティー・プリティー（Pretty Pretty） [2:55]
15. ハイスクール・クィーン [3:56]
16. 四月になれば [3:27]
17. 失恋記念日（オリジナル・カラオケ） [3:44]
18. 決定的瞬間（オリジナル・カラオケ） [3:17]
19. 日曜日はストレンジャー（オリジナル・カラオケ） [3:32]
20. 悲しきエンゼルス（オリジナル・カラオケ） [2:43]
21. プリティー・プリティー（Pretty Pretty）（オリジナル・カラオケ） [2:55]
22. ハイスクール・クイーン（オリジナル・カラオケ） [3:57]

### 『 MAKOライブI [＋7] 』初CD化
1. 未知との遭遇 [1:47]
2. 私は真子 [2:13]
3. 愛するデューク [3:22]
4. アイ・ワナ・ビー・ラブド・バイ・ユー [1:10]
5. グリース・メドレー：愛のデュエット〜イッツ・レイニング・オン・フロム・ナイト [5:05]
6. ひとり行く道 [2:50]
7. プリティー・プリティー [3:18]
8. 七色くれよん [2:58]
9. ぽろぽろと [3:47]
10. イカルスの子守唄 [3:53]
11. ジーパン三銃士 [4:37]
12. 苺になるな野いちごよ [3:00]
13. 日曜日はストレンジャー [3:48]
14. わたしの首領 [4:36]
15. プリティー・プリティー [3:38]
16. さらば涙と言おう [3:30]
17. 同級生 [3:20]
18. きみ可愛いね [3:36]
19. 私たち [3:27]
20. 夢みるシャンソン人形 [3:12]
21. 私はピアノ [3:51]
22. 潮騒のメロディー [3:07]

### 『 MAKOIII [＋9] 』
1. ワンダー・ブギ [4:10]
2. 約束 [3:42]
3. 恋のサマー・セイリング [3:53]
4. この夏いただき [3:22]
5. 空とぶお嬢さん [2:52]
6. フルーツ・ベイビー [4:23]
7. スイート・チア・ガール [3:25]
8. ジグザグ・チェイス [3:41]
9. 青春メモリー [4:04]
10. 草原サンセット [3:11]
11. シルバー・ムーン [4:41]
12. ジュリーがライバル [3:51]
13. 白いオルゴール [4:38]
14. 恋するまで [3:05]
15. ワンダー・ブギ（オリジナル・カラオケ） [4:09]
16. 空とぶお嬢さん（オリジナル・カラオケ） [2:52]
17. ジュリーがライバル（オリジナル・カラオケ） [3:51]
18. 白いオルゴール（オリジナル・カラオケ） [4:38]
19. フルーツ・ベイビー（オリジナル・カラオケ） [4:24]
20. 草原サンセット（オリジナル・カラオケ） [3:11]

### 『恋のディスク・ジョッキー MAKOIV [＋9] 』 初の完全CD化
1. DJ 1 [0:56]
2. 春ラ！ラ！ラ！ [3:49]
3. DJ 2 [0:51]
4. 夢でもいいの [4:12]
5. DJ 3 [0:56]
6. 経験者 [2:59]
7. DJ 4 [0:43]
8. ダンシング・ドール [3:57]
9. DJ 5 [0:35]
10. 恋のシャララ [3:16]
11. DJ 6 [1:02]
12. 恋のジョギング [3:10]
13. DJ 7 [0:37]
14. ナイト・セーリング [3:57]
15. DJ 8 [0:49]
16. 二人のバースデー [3:16]
17. DJ 9 [0:38]
18. 目を閉じて愛して [3:58]
19. DJ 10 [0:41]
20. 私のD.J. [4:23]
21. DJ 11 [0:18]
22. ハートで勝負 [3:37]
23. お嫁にもらって下さいませんか [2:53]
24. 春ラ！ラ！ラ！（オリジナル・カラオケ） [3:51]
25. 恋のジョギング（オリジナル・カラオケ） [3:14]
26. ハートで勝負（オリジナル・カラオケ） [3:37]
27. お嫁にもらって下さいませんか（オリジナル・カラオケ） [2:51]
28. ダンシング・ドール（オリジナル・カラオケ） [4:01]
29. ナイト・セーリング（オリジナル・カラオケ） [4:00]
30. 私のD.J.（オリジナル・カラオケ） [4:26]

### スペシャルCD
1. 失恋記念日 [3:52]
2. 失恋記念日（オリジナル・カラオケ）[3:53]

## 関連作品
追って発売された、下記5CDをこのケースに収納できる。当時発売されていたベスト盤の「ベストヒットアルバム」、「MY COLLECTION」、「MY COLLECTIONⅡ」、「MAKO PACK」とMako Pack -Premium-にセットインされた「石野真子さよなら公演完全収録LIVE」は今回のリリースはない。
2008年9月24日に発売された5CD

### 『わたしのしあわせ MAKO・5 [＋10] 』
1. わたしのしあわせ
2. 涙もろいから
3. 人さし指の涙
4. 妹に捧げる唄
5. ヒロイン
6. 足跡は一人分
7. 心の片隅に
8. ツン
9. 愛をひとり占め
10. 19才の私
11. めまい bonus track
12. VIVA!サンシャイン! bonus track
13. 彼が初恋 bonus track
14. 私のしあわせ(シングルver.) bonus track
15. めまい(オリジナル・カラオケ) bonus track
16. VIVA!サンシャイン!(オリジナル・カラオケ) bonus track
17. 彼が初恋(オリジナル・カラオケ) bonus track
18. 私のしあわせ(オリジナル・カラオケ) bonus track
19. 人さし指の涙(オリジナル・カラオケ) bonus track
20. 妹に捧げる唄(オリジナル・カラオケ) bonus track
21. 足跡は一人分(オリジナル・カラオケ) bonus track

### 『TWENTY MAKO・6 [＋10] 』
1. 雨の日のジュテーム
2. きらめく季節
3. ロンサム・ロードの赤電話
4. 白夜
5. 夕月橋
6. ブルー・スプリング
7. 恋人たち
8. ポールの歌
9. 振り向けば二人
10. 思いっきりサンバ
11. フォギー・レイン bonus track
12. 恋のハッピー・デート(Gotta Pull Myself Together) bonus track
13. フォギー・レイン
14. 恋のハッピー・デート(Gotta Pull Myself Together)(オリジナル・カラオケ)bonus track
15. 思いっきりサンバ(オリジナル・カラオケ)bonus track
16. 雨の日のジュテーム(オリジナル・カラオケ)bonus track
17. ロンサム・ロードの赤電話(オリジナル・カラオケ)bonus track
18. 白夜(オリジナル・カラオケ)bonus track
19. 夕月橋(オリジナル・カラオケ)bonus track
20. 振り向けば二人(オリジナル・カラオケ)bonus track

### 『ジーンズにはきかえて MAKO・7 [＋8] 』 初CD化
1. 恋のサマー・ダンス
2. キティー・キャット
3. 夕凪
4. 初夏が一番!
5. 恋はおしゃれに
6. あなたへの手紙
7. ドリミネシア
8. ママの日記帳
9. 淑女はスリルがお好き!
10. 色がわり
11. 彩りの季節
12. 私のしあわせパートII
13. バーニング・ラブ bonus track
14. ボン・ボン・ブーケ bonus track
15. 彩りの季節(オリジナル・カラオケ)bonus track
16. 初夏が一番!(オリジナル・カラオケ)bonus track
17. 恋のサマー・ダンス(オリジナル・カラオケ)bonus track
18. 恋はおしゃれに(オリジナル・カラオケ)bonus track
19. バーニング・ラブ(オリジナル・カラオケ)bonus track
20. ボン・ボン・ブーケ(オリジナル・カラオケ)bonus track

### 『BYE BYE MAKO LIVE 〜8月の太陽より燃えて〜 [＋3] 』 初復刻
1. 私のしあわせパート2
2. ヒット・メロディー~狼なんか怖くない~わたしの首領(ドン)~失恋記念日~ジュリーがライバル
3. 妹に捧げる唄
4. イカルスの子守唄
5. 苺になるな野いちごよ
6. 春ラ!ラ!ラ!
7. 恋のハッピー・デート
8. 恋のサマー・ダンス
9. アリババ
10. ヴーレ・ヴー
11. 恋すれば勝ち
12. GOOD-BYEは出発(たびだち)
13. GOOD-BYEは出発(たびだち)bonus track
14. 明日になれば bonus track
15. マコ・パック(メドレー) bonus track

### 『サフラン [＋7] 』 初復刻
1. めぐり逢い
2. ドロシーの日常
3. 光の中で振り向くわたし
4. コートダジュールで
5. 砂浜のサティー
6. 朝もやのエクス・アン・プロバンス
7. ミモザの季節
8. 幸せの振りして
9. 帽子
10. 柔らかい夜
11. ガラスの観覧車 bonus track
12. 海色のパセティック bonus track
13. 空にカンバス bonus track
14. 雨垂れはイヤリング bonus track
15. ミモザの季節(オリジナル・カラオケ)bonus track
16. 海色のパセティック(オリジナル・カラオケ)bonus track
17. 雨垂れはイヤリング(オリジナル・カラオケ)bonus track